# Cinnamomum filipedicellatum
Cinnamomum filipedicellatum är en lagerväxtart som beskrevs av André Joseph Guillaume Henri Kostermans. Cinnamomum filipedicellatum ingår i släktet Cinnamomum och familjen lagerväxter. Inga underarter finns listade i Catalogue of Life.